# Jachtár
Jachtár je přírodní rezervace v katastrálním území obce Drietoma v okrese Trenčín v Trenčínském kraji na Slovensku. Území bylo vyhlášeno v roce 1997 a jeho rozloha je 31,67 hektaru. Předmětem ochrany jsou zachovalé lesní porosty s bohatým výskytem vstavačovitých rostlin a ohrožených druhů teplomilného hmyzu.